# Traveling Wilburys Vol. 1
Traveling Wilburys Vol. 1 es el primer álbum de estudio del supergrupo Traveling Wilburys, publicado por la compañía discográfica Warner Bros. Records en octubre de 1988.

## Historia
A principios de abril de 1988, George Harrison estaba en Los Ángeles para grabar la cara B de un sencillo del álbum Cloud Nine para el mercado europeo. Jeff Lynne, líder del grupo Electric Light Orchestra, estaba también en Los Ángeles para producir varias canciones del álbum de Roy Orbison Mystery Girl, así como el primer álbum en solitario de Tom Petty, Full Moon Fever. Durante una cena con Lynne y Orbison, Harrison relató cómo necesitaba grabar una nueva canción y quería hacerlo al día siguiente, a lo que ambos se comprometieron a ayudarle. Ante la falta de un estudio de grabación, Harrison sugirió que llamaran a Bob Dylan, que tenía un estudio particular. Después de la cena, George pasó por casa de Petty para coger su guitarra y también le invitó a sumarse a la grabación. Una vez reunidos en el hogar de Dylan en Malibú, el grupo escribió y grabó «Handle wih Care» en apenas cinco horas, con los cinco miembros compartiendo las voces.
Warner Bros. consideró que «Handle with Care» era un tema lo suficientemente bueno como para utilizarlo como cara B de un sencillo, por lo que Harrison fraguó la idea de formar una banda y grabar más canciones para rellenar un álbum. El grupo se reunió de nuevo durante nueve días en mayo de 1988 y grabó las pistas básicas y las voces en el estudio particular de Dave Stewart en Los Ángeles. Varias sesiones con sobregrabaciones y mezclas se realizaron posteriormente en FPSHOT, los estudios personales de Harrison en Henley-on-Thames.
Haciéndose pasar por los hermanos Wilbury, los participantes usaron seudónimos como Nelson (Harrison), Otis (Lynne), Lucky (Dylan), Lefty (Orbison) y Charlie T. Jr. (Petty) para ocultar sus verdaderos nombre en el álbum. Harrison no era ajeno al uso de identidades alternativas debido al uso de seudónimos a lo largo de su carrera para figurar como músico de sesión, tales como L'Angelo Misterioso, George O'Hara y Hari Georgeson, pero el concepto de Traveling Wilburys fue un paso más allá dado que sus nombres reales nunca aparecieron en ninguno de sus álbumes ni incluso en los créditos de composición.

## Composiciones
Según declaró Harrison en el documental The True History of the Traveling Wilburys, filmado en 1988 y reeditado en el DVD de The Traveling Wilburys Collection, todo el grupo contribuyó al conjunto de las canciones. Aunque cada una fuera principalmente escrita por un solo miembro, los créditos de composición en conjunto surgieron del hecho de evitar que créditos individualizados pudieran parecer egoístas. Sin embargo, los créditos de publicación en The Traveling Wilburys Collection son más reveladores sobre los verdaderos compositores de cada canción, ya que cada una de las editoriales musicales pertenecen a un solo miembro:
- Umlaut Corporation, antiguamente Ganga Publishing y editorial de Harrison, está acreditada para «Handle with Care», «Heading for the Light», «End of the Line» y «Maxine», identificando al músico como autor principal de estas canciones.
- Dylan, acreditado a través de la editorial Special Rider Music, escribió «Dirty World», «Congratulations», «Tweeter and the Monkey Man» y «Like a Ship».

- Petty, a través de Gone Gator Music, compuso «Last Night» y «Margarita».
- Lynne, a través de Shard End Music, está identificado como compositor principal de «Rattled» y «Not Alone Any More».[7]

## Recepción
Publicado en octubre de 1988, Traveling Wilburys Vol. 1 obtuvo un notable éxito comercial al vender más de dos millones de copias en los Estados Unidos durante los primeros seis meses a la venta. Aunque el primer sencillo, «Handle with Care», no obtuvo una buena posición en la lista de éxitos, alcanzando solo el puesto 45 en la lista Billboard Hot 100, Volume 1 llegó al puesto dieciséis en la lista de discos más vendidos del Reino Unido y al tres en la Billboard 200. Tras cincuenta semanas en lista, Traveling Wilburys Vol. 1 fue certificado como triple disco de platino por la RIAA. Aunque Harrison y Petty habían tenido éxitos recientes, Roy Orbison -que falleció a causa de un infarto el 6 de diciembre del mismo año- y Jeff Lynne no habían cosechado una posición tan alta en varios años. En aquel momento, tampoco un álbum de Bob Dylan desde Slow Train Coming había superado la cifra de dos millones de discos vendidos. 
Varios críticos destacaron que la modesta ambición del grupo era fresca y relajante. Entre 1989 y 1990, el álbum ganó varios galardones, incluyendo el Grammy a la mejor interpretación rock de un dúo o grupo con vocalista. El álbum también estuvo nominado en la categoría de álbum del año.
Después de que el acuerdo de distribución de Harrison con Warner Bros expirara en 1995, la propiedad del catálogo de Dark Horse Records, así como de los dos álbumes de Traveling Wilburys, volvieron a Harrison y quedaron fuera de impresión. Más de veinte años después, en junio de 2007, Rhino Records publicó The Traveling Wilburys Collection, una caja recopilatoria con los dos álbumes del grupo, un libro y un DVD. La caja debutó en el primer puesto de la lista UK Albums Chart y en el nueve en la lista Billboard 200.

## Lista de canciones
Todas las canciones escritas y compuestas por Traveling Wilburys. 
| Cara A |                     |          |  |
| N.º    | Título              | Duración |  |
| 1.     | «Handle with Care»  | 3:20     |  |
| 2.     | «Dirty World»       | 3:30     |  |
| 3.     | «Rattled»           | 3:00     |  |
| 4.     | «Last Night»        | 3:48     |  |
| 5.     | «Not Alone Anymore» | 3:24     |  |

| Cara B |                              |          |  |
| N.º    | Título                       | Duración |  |
| 1.     | «Congratulations»            | 3:30     |  |
| 2.     | «Heading for the Light»      | 3:37     |  |
| 3.     | «Margarita»                  | 3:15     |  |
| 4.     | «Tweeter and the Monkey Man» | 5:30     |  |
| 5.     | «End of the Line»            | 3:30     |  |

| Temas extra (reedición de 2007) |               |          |  |
| N.º                             | Título        | Duración |  |
| 11.                             | «Maxine»      | 2:49     |  |
| 12.                             | «Like a Ship» | 3:31     |  |

## Personal
| Músicos - Nelson Wilbury (George Harrison): voz, guitarra eléctrica, guitarra acústica, guitarra slide y coros - Otis Wilbury (Jeff Lynne): voz, guitarra eléctrica y acústica, bajo, teclados y coros - Charlie T. Wilbury Jr (Tom Petty): voz, guitarra acústica y coros - Lefty Wilbury (Roy Orbison): voz y guitarra acústica (excepto en «Tweeter & The Monkey Man») - Lucky Wilbury (Bob Dylan): voz, guitarra acústica, armónica y coros (excepto en «Rattled») - Buster Sidebury (Jim Keltner): batería - Jim Horn: saxofón - Ray Cooper: percusión - Ian Wallace: Tom-tom (en «Handle with Care») | Equipo técnico - Bill Bottrell: ingeniero de sonido - Richard Dodd: ingeniero de sonido - Phil McDonald: ingeniero de sonido - Michael Palin: notas del álbum - Don Smith: ingeniero de sonido |

## Posición en listas
| País           | Lista                     | Posición |
| -------------- | ------------------------- | -------- |
| Alemania       | Media Control Charts      | 10       |
| Austria        | Ö3 Austria Top 40         | 3        |
| Australia      | ARIA Albums Chart         | 1        |
| Estados Unidos | Billboard 200             | 3        |
| Noruega        | VG-lista Albums Chart     | 2        |
| Nueva Zelanda  | New Zealand Music Chart   | 2        |
| Países Bajos   | Mega Album Tol 100        | 33       |
| Reino Unido    | UK Albums Chart           | 16       |
| Suiza          | Hit Parade Albums Top 100 | 6        |

| Sencillo           | País           | Lista                     | Posición |
| ------------------ | -------------- | ------------------------- | -------- |
| «Handle with Care» | Estados Unidos | Billboard Hot 100         | 45       |
| «Handle with Care» | Estados Unidos | Mainstream Rock Tracks    | 2        |
| «Handle with Care» | Reino Unido    | UK Singles Chart          | 21       |
| «End of the Line»  | Estados Unidos | Billboard Hot 100         | 63       |
| «End of the Line»  | Estados Unidos | Mainstream Rock Tracks    | 2        |
| «End of the Line»  | Estados Unidos | Adult Contemporary Tracks | 28       |
| «End of the Line»  | Reino Unido    | UK Singles Chart          | 52       |

## Certificaciones
| Organización         | Nivel          | Fecha                   |
| -------------------- | -------------- | ----------------------- |
| BPI, Reino Unido     | Oro            | 24 de noviembre de 1988 |
| RIAA, Estados Unidos | Oro            | 4 de enero de 1989      |
| RIAA, Estados Unidos | Platino        | 4 de enero de 1989      |
| BPI, Reino Unido     | Platino        | 20 de enero de 1989     |
| RIAA, Estados Unidos | Doble platino  | 1 de marzo de 1989      |
| RIAA, Estados Unidos | Triple platino | 4 de agosto de 1994     |
| CRIA, Canadá         | 6X platino     | 26 de mayo de 2003      |